# Vollenhovia umbilicata
Vollenhovia umbilicata är en myrart som beskrevs av Horace Donisthorpe 1941. Vollenhovia umbilicata ingår i släktet Vollenhovia och familjen myror. Inga underarter finns listade i Catalogue of Life.